# DVD 플레이어

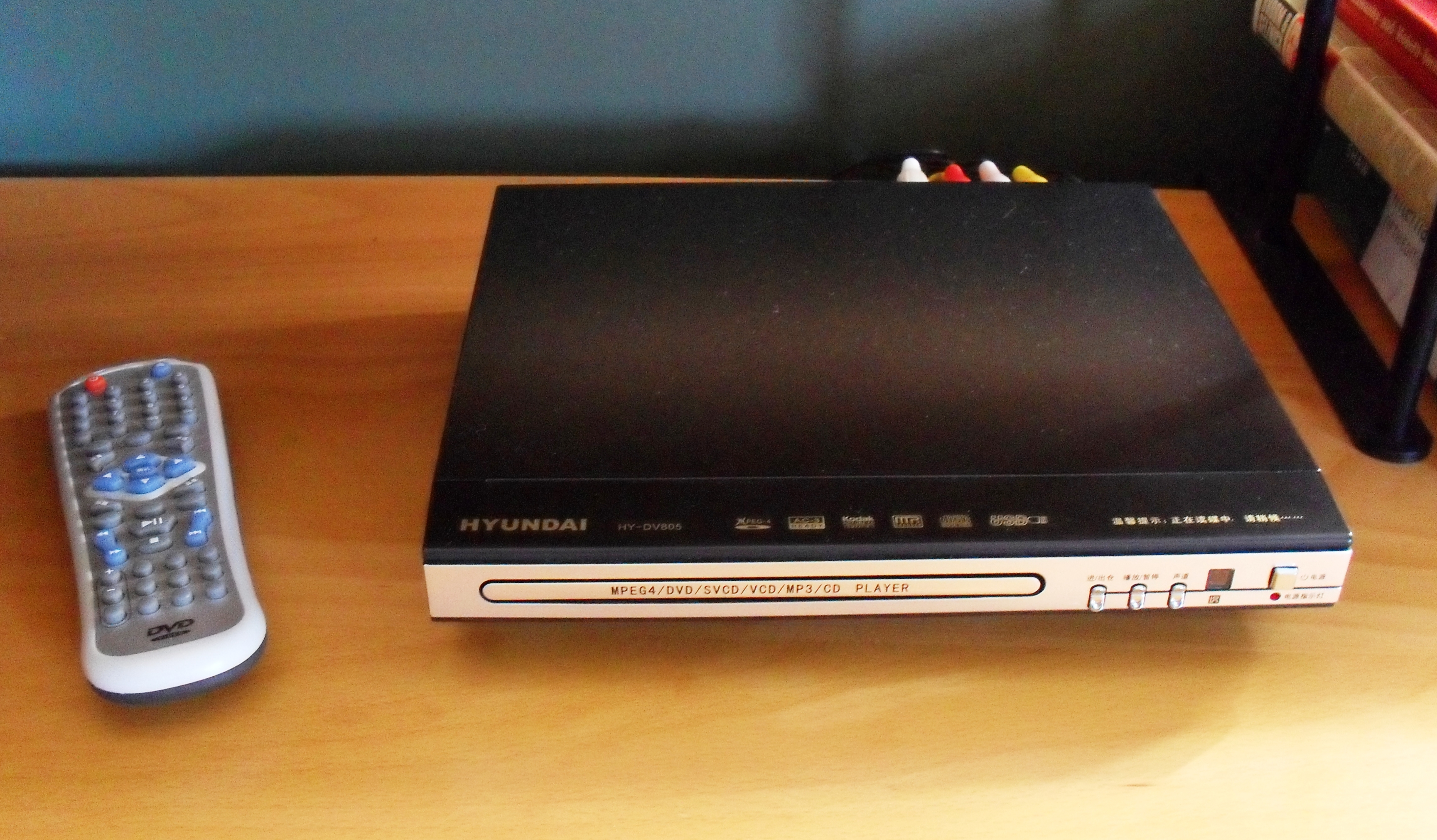
현대의 DVD 플레이어

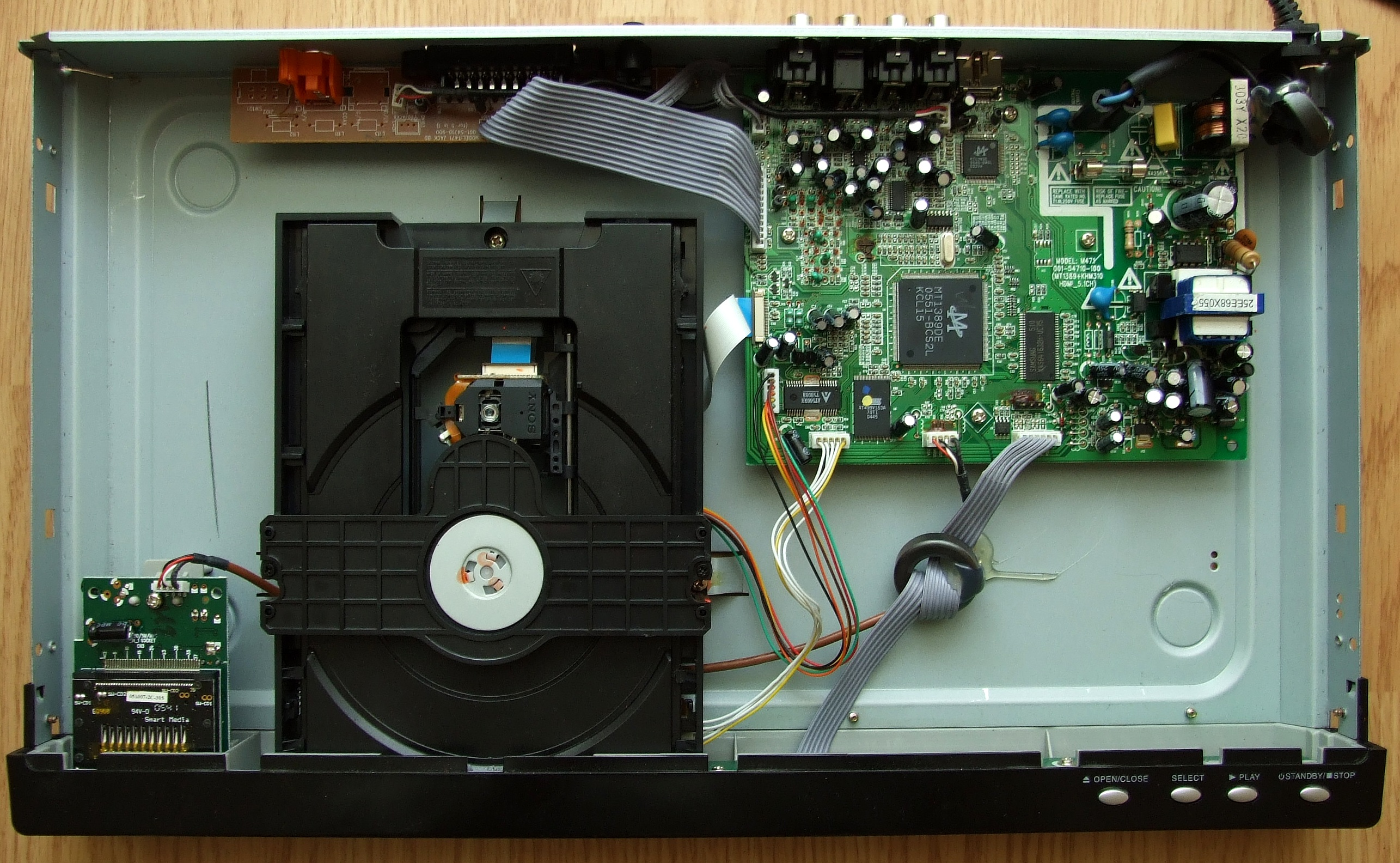
DVD 플레이어의 내부.

DVD 플레이어(영어: DVD player)는 DVD 비디오와 DVD 오디오 기술 표준을 둘 다 지원하는 디스크 재생 장치이다. 1996년 11월에 일본에서 처음 도입된 DVD 플레이어는 1997년 3월에 미국에서 처음 상용화되었다.

## 기술 설명
DVD 플레이어는 다음과 같은 기능을 제공한다.
- DVD 디스크를 ISO -UDF 버전 1.2 포맷으로 읽는다.
- CSS 및 매크로비전으로 데이터를 분해할 수 있다.
- DVD의 지역 코드를 읽어들이고 플레이어가 DVD를 재생할 권한이 없으면 경고를 보여 준다.
- MPEG-2 비디오 스트림을 초당 최대 10메가비트 (최고)나 8 메가비트(연속)로 디코딩한다.
- MP2, PCM, AC-3 포맷의 사운드를 디코딩하고 스테레오 단자, 광/전자 디지털 단자로 출력한다.
- 영상 신호를 아날로그(NTSC, PAL, SECAM 포맷)나 디지털 단자(DVI, HDMI)로 출력한다.

## 같이 보기
- CD 플레이어
- CD, CD-ROM
- DVD 오디오
- HD DVD
- 블루레이 디스크

## 참조
1. ↑  “DVD FAQ”. DVD Demystified. 2006년 9월 12일. 2018년 1월 5일에 원본 문서에서 보존된 문서. 2008년 4월 25일에 확인함.